# Barbara Lea
Barbara Lea, geboren als Barbara Ann LeCocq (Detroit (Michigan), 10 april 1929 – Raleigh (North Carolina), 26 december 2011), was een Amerikaanse jazzzangeres en actrice.

## Biografie
Lea is een afstammelinge van de Franse componist Charles LeCocq. Ze studeerde vanaf 1951 muziektheorie aan het Wellesley College. Begin jaren 1950 begon ze, beïnvloed door haar voorbeeld Lee Wiley, op te treden als zangeres. In 1954 ontstonden in New York eerste opnamen met muzikanten rond Eddie Barefield, Pee Wee Erwin, Cutty Cutshall en George Wettling. In 1955 verscheen bij Riverside Records haar debuutalbum A Woman in Love met het Billy Taylor Trio, Jimmy Shirley en Johnny Windhurst. Van 1961 tot 1980 werkte ze ook als actrice (Rebellion in Cuba). Vanaf 1970 doceerde ze toneel en spraak aan meerdere instituten. Vanaf eind jaren 1980 trad ze op met verschillende bigbands als die van Bob January, Loren Schoenberg, Ed Polcer en Benny Goodman.

## Overlijden
Barbara Lea overleed in december 2011 op 82-jarige leeftijd.

## Discografie
- 1955: A Woman in Love (Riverside)
- 1956: Barbara Lea (Prestige Records) met Dick Cary, Johnny Windhurst, Al Hall, Dick Hyman, Osie Johnson
- 1957: Lea in Love (Prestige Records) met Johnny Windhurst, Ernie Caceres, Garvin Bushell, Dick Cary, Jimmy Raney
- 1983: Do It Again (Audiophile Records) met Billy Butterfield, Vic Dickenson, Johnny Mince
- 1992: The Devil Is Afraid of Music (Audiophile Records) met Loonis McGlohon, Bob Mitchell, Dick Cary, Dave Koonse, Putter Smith
- 1995: Remembering Lee Wiley (Audiophile Records)
- 1997: The Melody Lingers On
- 2004: Celebrate Vincent Youmans (Challenge Records) met Keith Ingham